# Radzicz (województwo kujawsko-pomorskie)
Radzicz (niem. Herrmannsdorf) – wieś w Polsce położona w województwie kujawsko-pomorskim, w powiecie nakielskim, w gminie Sadki. 31 marca 2011, razem ze wsią Machowo, populacja wynosiła 482 mieszkańców.
W latach 1975–1998 miejscowość administracyjnie należała do województwa bydgoskiego.
Radzicz znajduje się w odległości 5,5 km od Sadek.
Miejscowość od 1973 r. jest siedzibą parafii św. Andrzeja Boboli.